# Grimpoteuthis
Grimpoteuthis G. C. Robson, 1932 è un genere di polpi cirrati (dotati di pinne) pelagici, noti comunemente come «polpi Dumbo». Il soprannome «Dumbo» deriva dalla somiglianza di queste creature con il protagonista del film Disney del 1941, Dumbo, grazie alle due pinne prominenti a forma di orecchie che si estendono dal mantello sopra ciascun occhio. Attualmente, il genere comprende 17 specie riconosciute.
La loro dieta include crostacei, bivalvi, vermi e copepodi. La durata media della vita delle diverse specie di Grimpoteuthis varia tra i 3 e i 5 anni.

## Distribuzione e habitat

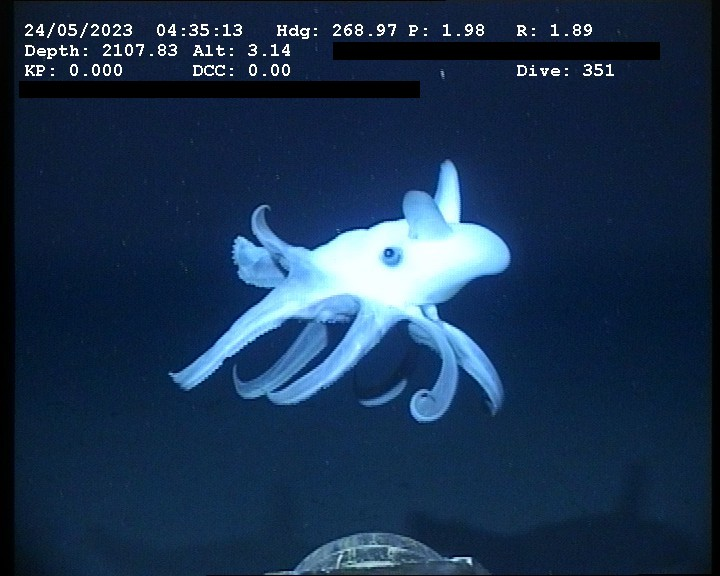
Il Grimpoteuthis avvistato a 2108 m di profondità al largo della Guyana.

Le specie di Grimpoteuthis si presume abbiano una distribuzione globale, vivendo nelle fredde profondità abissali, tra i 1000 e i 7000 metri di profondità. Esemplari sono stati rinvenuti al largo delle coste dell'Oregon, delle Filippine, di Martha's Vineyard, delle Azzorre, della Nuova Zelanda, dell'Australia, della California, di Papua Nuova Guinea e nel Golfo del Messico.
Un'osservazione relativamente recente è avvenuta il 22 giugno 2022 a 1250 metri di profondità grazie alla nave Normand Ocean, che ispeziona piattaforme di perforazione con droni subacquei. Durante tale operazione, il veicolo stava esaminando catene e condotti sulla piattaforma Aasta Hansteen, al largo di Trøndelag, in Norvegia. Un'ulteriore osservazione si è verificata il 24 maggio 2023, a 2108 metri di profondità, al largo della Guyana, effettuata dalla nave Far Samson, anch'essa dotata di droni subacquei.
I polpi Dumbo sono considerati i polpi che vivono alle maggiori profondità conosciuti. Alcuni esemplari sono stati catturati o osservati a profondità adali. Uno di questi è stato catturato 60 chilometri a sud-est di Grand Cayman, a 7279 metri di profondità, anche se questa profondità è incerta, poiché l'esemplare potrebbe essere stato catturato mentre la rete stava scendendo.
Nel 2020, tuttavia, un esemplare di Grimpoteuthis è stato osservato a 6957 metri di profondità nella Fossa di Giava, confermando così la presenza di questo genere nelle profondità adali.

## Specie
Come indicato nella tabella seguente, molte specie raccolte durante la  spedizione del Challenger sono state inizialmente classificate nei generi Cirroteuthis e Stauroteuthis. Diverse specie precedentemente incluse nel genere Grimpoteuthis sono state successivamente riclassificate nei generi Cirroctopus e Opisthoteuthis. È stata inoltre proposta una nuova famiglia, denominata Grimpoteuthididae (o alternativamente Grimpoteuthidae), per accogliere le specie di Grimpoteuthis insieme a quelle appartenenti ai generi Enigmatiteuthis, Cryptoteuthis e Luteuthis. La confusione persistente e le discrepanze nella tassonomia di queste specie sono attribuite alla scarsa qualità e al numero limitato di esemplari disponibili per gli studi scientifici.
| Nome della specie          | Riferimento                      | Distribuzione geografica                                                   | Profondità (metri) | Note tassonomiche |
| -------------------------- | -------------------------------- | -------------------------------------------------------------------------- | ------------------ | --- |
| Grimpoteuthis abyssicola   | O'Shea, 1999[12][15][16]         | Mar di Tasman (al largo di Nuova Zelanda e sud-est Australia)              | 2821-3180          | Noto da due esemplari.[16] |
| Grimpoteuthis angularis    | Verhoeff & O'Shea, 2022[16]      | Al largo di Nuova Zelanda                                                  | 628                | Noto da un solo esemplare. Forma della conchiglia interna distinta da altre specie del genere.[16]                                                                            |
| Grimpoteuthis bathynectes  | G. L. Voss & Pearcy, 1990[1][17] | Nord Pacifico (Piane abissali Tufts e Cascadia, al largo dell'Oregon)      | 3932               | |
| Grimpoteuthis boylei       | M. A. Collins, 2003[11][18]      | Atlantico nord-orientale (Piane abissali Porcupine e Madeira)              | 4845-4847          | |
| Grimpoteuthis challengeri  | M. A. Collins, 2003[11][19]      | Atlantico nord-orientale (Piana abissale Porcupine)                        | 4828-4838          | |
| Grimpoteuthis discoveryi   | M. A. Collins, 2003[11][20]      | Atlantico nord-orientale                                                   | 2600-4870          | |
| Grimpoteuthis greeni       | Verhoeff & O'Shea, 2022[16]      | Sud Australia                                                              | 480-1993           | Noto da tre esemplari.[16] |
| Grimpoteuthis hippocrepium | (Hoyle, 1904)[10][21]            | Pacifico orientale (al largo dell'Isola Malpelo)                           | 3334               | Precedentemente assegnato al genere Stauroteuthis. Noto da un solo esemplare «purtroppo mutilato» secondo Hoyle.[10] Conchiglia interna simile a quella di G. abyssicola.[16] |
| Grimpoteuthis imperator    | A. Ziegler & Sagorny, 2021[22]   | Dorsale dell'Imperatore, Pacifico settentrionale                           | 3913-4417          | Noto da un solo esemplare.[22] |
| Grimpoteuthis innominata   | (O'Shea, 1999)[12][23]           | Pacifico meridionale (a est di Nuova Zelanda)                              | 2000               | Alternativamente classificato come Enigmatiteuthis.[12] |
| Grimpoteuthis meangensis   | (Hoyle, 1885)[9][24]             | Pacifico occidentale (al largo delle isole Meangis, vicino alle Filippine) | 925                | Precedentemente assegnato ai generi Cirroteuthis[9] e Stauroteuthis.[10] |
| Grimpoteuthis megaptera    | (A. E. Verrill, 1885)[9][25]     | Atlantico nord-occidentale (sud-est di Martha's Vineyard)                  | 4600               | Precedentemente assegnato al genere Cirroteuthis.[9] |
| Grimpoteuthis pacifica     | (Hoyle, 1885)[9][26]             | Pacifico meridionale (al largo di Papua Nuova Guinea)                      | 4500               | Precedentemente assegnato al genere Cirroteuthis.[9] |
| Grimpoteuthis plena        | (A. E. Verrill, 1885)[9][27]     | Atlantico nord-occidentale                                                 | 2000               | Precedentemente assegnato al genere Cirroteuthis.[9] |
| Grimpoteuthis tuftsi       | G. L. Voss & Pearcy, 1990[1][28] | Nord Pacifico (Piane abissali Tufts e Cascadia, al largo dell'Oregon)      | 3900               | |
| Grimpoteuthis umbellata    | (P. Fischer, 1883)[9][29]        | Atlantico settentrionale (al largo di Marocco, Canarie e Azzorre)          | 2235               | Precedentemente assegnato al genere Cirroteuthis.[9] |
| Grimpoteuthis wuelkeri     | (Grimpe, 1920)[30][31]           | Atlantico nord-orientale e nord-occidentale                                | 2055               | |

## Biologia
Osservazioni di esemplari nell'Atlantico rivelano che i Grimpoteuthis spesso riposano sul fondale marino con le braccia e la membrana estese. Utilizzano le braccia per strisciare lentamente lungo il fondale. Quando disturbati, contraggono la membrana e le braccia per spingersi dal fondale, passando poi a un movimento più rapido utilizzando le pinne del mantello per la locomozione. La cartilagine morbida presente nella posizione prossimale della pinna dell'animale funge da supporto per i muscoli spessi che vi sono attaccati. Questi muscoli sono responsabili della locomozione rapida.
Sebbene sia stato ipotizzato che le specie di Grimpoteuthis possano utilizzare la propulsione a getto (mentre nuotano con le pinne), questa possibilità è stata successivamente ritenuta improbabile.
Il comportamento alimentare di Grimpoteuthis non è stato osservato direttamente, ma si presume sia simile a quello di Opisthoteuthis. Questi ultimi intrappolano piccole prede nella membrana tra le braccia (chiudendo la membrana intorno alla preda o intrappolandola tra la membrana e il fondale) e utilizzano i cirri (proiezioni simili a dita lungo le braccia) per portare il cibo alla bocca. Le prede conosciute, identificate da animali dissezionati, includono policheti bentonici, copepodi bentopelagici, anfipodi e isopodi.

### Riproduzione
I polpi cirrati, inclusi i Grimpoteuthis, sono classificati come «riproduttori continui»: le femmine trasportano più uova in vari stadi di maturazione e depongono solo una o due uova alla volta, senza stagionalità nella riproduzione. Tuttavia, la maggior parte di questi aspetti della biologia riproduttiva è stata confermata solo nel genere Opisthoteuthis e non in Grimpoteuthis. L'accoppiamento nei polpi cirrati non è mai stato osservato. A differenza di altri polpi, i membri del sottordine Cirrata non possiedono un ectocotile, ovvero l'appendice specializzata per il trasferimento degli spermatofori. Le uova dei polpi cirrati sono grandi e dotate di un robusto rivestimento che circonda il corion, una caratteristica non riscontrata in altri polpi. In particolare, le femmine di Grimpoteuthis attaccano le loro uova ai coralli di acque profonde (octocoralli). A differenza di altri polpi, le femmine cirrate non sorvegliano né incubano le uova. Le larve di Grimpoteuthis emergono come giovani completamente formati e «competenti», dotati di tutte le caratteristiche sensoriali e motorie necessarie per sopravvivere autonomamente.
Il dimorfismo sessuale tra maschi e femmine è meno evidente e meno uniforme in Grimpoteuthis rispetto ad altri polpi cirrati, come Opisthoteuthis. In alcune specie (ad esempio, G. bathynectes e G. discoveryi), i maschi presentano ventose più grandi rispetto alle femmine. Tuttavia, questa caratteristica non è osservata in tutte le specie di Grimpoteuthis.

### Ecologia
Le specie di Grimpoteuthis affrontano poche minacce dirette da parte dell'uomo, vivendo a profondità di 1000 metri e oltre. I predatori naturali dei polpi cirrati includono grandi pesci teleostei, squali e persino mammiferi marini come i capodogli e le foche. Tuttavia, questi predatori si cibano principalmente di altri generi di polpi cirrati, mentre la presenza di Grimpoteuthis è stata registrata solo nei contenuti stomacali di uno squalo.
I Grimpoteuthis, come tutti i polpi cirrati, non possiedono una sacca dell'inchiostro. Inoltre, i polpi cirrati mancano di cromatofori innervati e, di conseguenza, non sono in grado di cambiare colore (nonostante alcune affermazioni contrarie non supportate da fonti).
Le modalità con cui i polpi cirrati, inclusi i Grimpoteuthis, sfuggano o evitino i predatori sono in gran parte sconosciute.